# Navras
Navras é uma palavra em sânscrito originária dos Upanishads (uma coleção de textos sagrados do hinduísmo), e se refere aos nove estados emocionais que são expressos nas artes plásticas, teatro, música e experiências transcendentais.
Os nove diferentes estados emocionais são:
- Amor
- Ironia
- Empolgação
- Ira
- Heroísmo
- Horror
- Desilusão
- Sobrenaturalidade
- Paz

## Outros usos
Navras é uma composição musical de Don Davis e Juno Reactor. É o tema dos créditos finais da trilha sonora do derradeiro episódio da trilogia Matrix, The Matrix Revolutions. A letra desta canção foi extraída dos Upanishads com o seguinte refrão: